# Dynastie Hong Bang

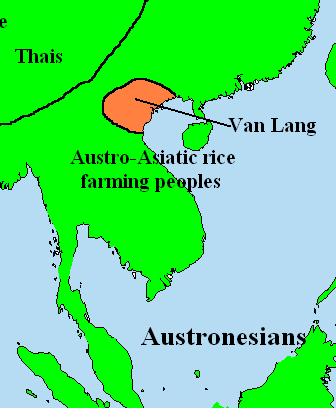
Oranžově území, kde se mělo nacházet první vietnmaské království Văn Lang ovládané dynastií Hồng Bàng

Dynastie Hồng Bàng byla legendární zakladatelskou královskou dynastií prvního vietnamského státu. Měla vládnout v letech 2879 př. n. l. – 258 př. n. l. a každý z jejích 18 panovníků dle legendy vládl více než sto let. Příběhy o zakladatelské dynastii jsou shromážděny v souboru Lĩnh Nam chích quái (Podivuhodné příběhy z Jižní země), jenž byl sestaven ve 13. století, a který má až pohádkové motivy. Velkou roli v něm hrají draci. Zakladatelem dynastie měl být Lạc Long Quân a čínská princezna Âu Cơ. Lạc Long Quân je v pověsti označován za mořského draka, Au Co za vílu. Jejich nejstarší syn Hùng měl být prvním králem. Jím založené království se mělo jmenovat Văn Lang. K nejvěrohodnějším aspektům Podivuhodných příběhů je lokace, tedy okolí dnešní Hanoje, což je podle archeologů skutečně nejstarší jádro vietnamské kultury. Důležitým politickým aspektem mýtu je také vyhraňování se vůči Číně ("severní zemi"). O první dynastii vypráví i jiné literární zdroje, například kronika Đại Việt sử ký toàn thư. Ta určuje přesný rok začátku její vlády (2879 př. n. l.). Spis Việt sử lược určuje počátek dynastie do doby panování čínského krále Zhuānga z Zhōu, tedy někam do let 696 př. n. l.- 682 př. n. l. Dynastie Hong Bang měla vládnout až do roku 258 př. n. l., kdy měl moc převzít Thục Phán, vládce severnějšího království Âu Việt (založeného dle legendy již princeznou Au Co, poté, co se s Lạc Long Quânem rozešli). Obě království prý spojil pod názvem Âu Lạc a založil novou královskou dynastii Thục. Ani Thuc Phana ovšem historici nepovažují za plně historickou postavu.